# Kozhantshikovia aestivalis
Kozhantshikovia aestivalis är en fjärilsart som beskrevs av Saigusa 1961. Kozhantshikovia aestivalis ingår i släktet Kozhantshikovia och familjen säckspinnare. Inga underarter finns listade i Catalogue of Life.